# Adam Manijak
Adam Manijak (ur. 1960 w Łodzi) – polski pianista, kompozytor i pedagog.

## Życiorys
Absolwent Akademii Muzycznej w Łodzi (klasa fortepianu prof. Tadeusza Chmielewskiego, dyplom z wyróżnieniem w 1984 oraz klasa kompozycji prof. Jerzego Bauera, dyplom w 1988). Doktor habilitowany, profesor Akademii Muzycznej w Łodzi. Wykładowca w Instytucie Kameralistyki i od roku 2019 dziekan Wydziału Jazzu i Muzyki Estradowej tej uczelni.
Współpracownik m.in. Filharmonii Łódzkiej, Radia Łódź i Teatru Wielkiego w Łodzi.

## Ważniejsze kompozycje
- Trio na skrzypce, kontrabas i fortepian
- Pieśń o bębnie na chór mieszany i zespół instrumentalny
- Concertino na gitarę i kwartet smyczkowy
- Musica concertante na fortepian i orkiestrę